# Пономарёв, Борис Николаевич
Бори́с Никола́евич Пономарёв (4 (17) января 1905 года, г. Зарайск, Рязанская губерния, — 21 декабря 1995 года, г. Москва) — советский партийный деятель, кандидат в члены Политбюро ЦК КПСС (1972—1986), секретарь ЦК КПСС (1961—1986), академик АН СССР (29 июня 1962 года, член-корреспондент с 20 июня 1958 года), Герой Социалистического Труда (1975).

## Биография
В 1919—1920 годах — в Красной Армии и в военно-революционном комитете города Зарайска. Член РКП(б) с 1919 года.
В 1920—1923 годах — на комсомольской и партийной работе в Зарайске, а затем в Донбассе и Туркменской ССР.
Окончил этнологический факультет МГУ (1926) и Институт красной профессуры (1932).
В 1932—1934 годах — заместитель директора Историко-партийного института Красной профессуры, в 1934—1937 годах — директор Института истории партии при Московском комитете ВКП(б). В 1936—1943 годах — политреферент и помощник руководителя Исполкома Коминтерна Георгия Димитрова.
С 1944 года — заместитель заведующего отделом международной информации ЦК ВКП(б), с 1947 года — заместитель начальника, начальник Совинформбюро при Совете Министров СССР.
В 1948—1955 годах — первый заместитель заведующего Отделом внешних сношений; Внешнеполитической комиссии; Комиссии, затем Отдела по связям с иностранными коммунистическими партиями ЦК ВКП(б) (КПСС). В 1955—1957 годах — заведующий Отделом по связям с иностранными коммунистическими партиями, с 1957 по 1986 год — заведующий Международным отделом ЦК КПСС (по связям с коммунистическими и рабочими партиями капиталистических стран, а также с левыми партиями и организациями стран Третьего мира). Был одним из основных лиц, формировавших внешнюю политику СССР. Ф. Д. Бобков вспоминал: "Важную роль должен был играть Международный отдел ЦК во главе с секретарем ЦК КПСС Пономаревым. Но он, укрепляя связи с коммунистами разных стран, отошел от Китайской компартии, не занял твердую позицию в борьбе с ревизионизмом, заметны стали и колебания в оценках развития коммунистического движения и среди товарищей, работавших в самом отделе ЦК нашей партии".
Летом 1958 года Борис Пономарёв был назначен руководителем Комиссии по разработке проекта Программы КПСС.
Член ЦК КПСС в 1956—1989 годах (кандидат с 1952 года). В 1961—1986 годах — секретарь ЦК КПСС. Кандидат в члены Политбюро ЦК КПСС (1972—1986).
Депутат Совета Национальностей Верховного Совета СССР 5—11-го созывов (1958—1989) от РСФСР.
Председатель Научного совета АН СССР «История рабочего и национально-освободительного движения» (1962—1985).
Ответственный редактор одиннадцатитомника «История СССР с древнейших времён до наших дней» (1963—1980).
Руководитель авторского коллектива учебника «История КПСС» (1959—1985, 1—7 издания). Член Главной редакции многотомной «Истории КПСС».
С 1986 года находился на пенсии. Похоронен на Новокунцевском кладбище.

## Семья
- Сводный племянник — российский оппозиционный политик Илья Пономарёв[6].
- Брат — Александр Николаевич Пономарёв (1903—2002), военный авиаинженер, генерал-полковник, заместитель главкома ВВС по вооружению, автор книг об истории авиации.

## Основные труды
Автор более 100 научных и публицистических работ, среди которых:
Книги
- Югославия в огне партизанской войны. — Фрунзе: Киргизгосиздат, 1942;
- Фашистская система заложников. — М.: Госполитиздат, 1943;
- История Коммунистической партии Советского Союза (М., 1959, 7-е изд. 1985; редактор);
- Избранное: речи и статьи. — М., 1977;
- Победа во имя мира: Великая Победа и её международное значение (1985);
- Живое и действенное учение марксизма-ленинизма: ответ критикам (1986);
- Великий Октябрь. 70 лет: Научно-технический прогресс (1987).

Статьи
- Сталин — гениальный теоретик и вождь международного коммунистического движения // Большевик. — 1950. — № 1;
- Победоносный опыт борьбы и созидания // Коммунист. — 1983. — № 9.

## Отзывы

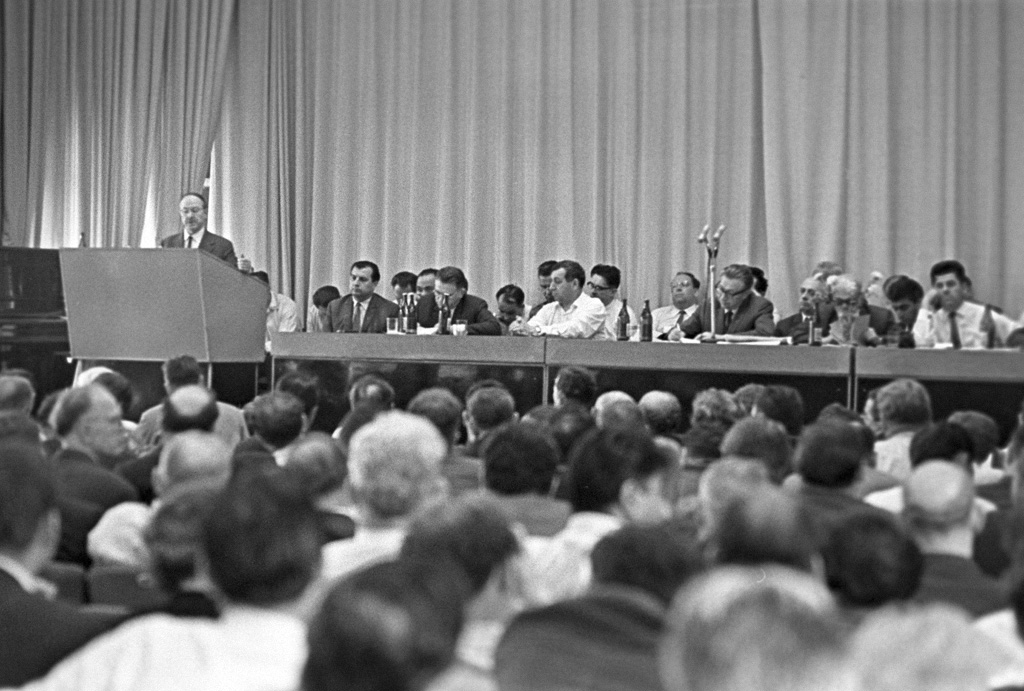
Секретарь ЦК КПСС Б. Н. Пономарёв на совещании зарубежных представителей и собственных корреспондентов Агентства печати «Новости» (АПН). Москва, 1966 год

Среди руководителей КПСС времён «застоя» Б. Н. Пономарёв отличался откровенной антисталинской позицией, крайне плохо относился к попыткам Брежнева восстановить, хотя бы частично, прежний культ Сталина.
Ближайшие сотрудники Пономарёва свидетельствовали, что по крайней мере после XX съезда он всегда твёрдо стоял на позициях антисталинизма. Утверждается, что в брежневское время он выступал против ресталинизации, опасаясь, что метания окончательно дезориентируют и оттолкнут от Москвы зарубежные компартии, прежде всего итальянскую и французскую.
Профессор С. М. Меньшиков отмечал: «Борис Николаевич был у Брежнева на хорошем счету, как многолетний специалист в международных интригах. Генсеку нравилось играть роль предводителя мирового коммунистического движения, и Пономарёв обеспечивал ему эту роль, поддерживая постоянные контакты с десятками компартий во всём капиталистическом мире».
А. С. Черняев записал в дневнике 16 января 1985 года: "Пономареву за 80 лет дали Орден Ленина. А Долгих (секретарь ЦК) недавно за 60 дали вторую Звезду Героя. Василию Васильевичу Кузнецову (как и Пономарев он кандидат в члены ПБ) в 80 лет тоже дали вторую Звезду. Секретарям обкомов потоком дают вторую Звезду за 60 и 70 лет. На фоне такой разливанной доброты по наградам случай с Б. Н. выглядит загадочно"[прояснить].

## Награды и звания
- Герой Социалистического Труда (16.01.1975)
- шесть орденов Ленина (27.06.1945, 03.03.1958, 16.01.1965, 02.12.1971, 16.01.1975, 16.01.1985)
- орден Октябрьской Революции (16.01.1980)[11]
- орден Отечественной войны 1-й степени (23.04.1985)
- два ордена Трудового Красного Знамени (28.06.1955, 15.02.1961)
- орден Георгия Димитрова (НРБ, 1972)
- орден Карла Маркса (ГДР, 1980)
- орден Клемента Готвальда (ЧССР, 1985)
- орден Победного Февраля (ЧССР, 13.11.1979)
- медали[какие?].
- знак «50 лет пребывания в КПСС»

Лауреат Ленинской премии (1982), Димитровской премии (Болгария, 1972).

## В культуре
- В телесериале «Туман рассеивается» (2010) роль секретаря ЦК КПСС Бориса Пономарева сыграл Константин Желдин.